# Helena Ndume
Helena Ndume   (Tsumeb) és una oftalmòloga namibiana, reconeguda per la seva tasca caritativa envers les persones amb malalties oculars a Namíbia. Fins al dia d'avui i gràcies a la seva feina, ha permès que aproximadament 30.000 cecs puguin rebre cirurgia ocular i tenir implants de lents intraoculars de franc. És actualment cap del servei d'Oftalmologia a l'Hospital Central de Windhoek, l'hospital més gran de Namíbia, i una dels sis únics especialistes oftalmòlegs namibians del país.
Helena Ndume va néixer a Tsumeb, a la regió d'Oshikoto. Estudià medicina a Alemanya, abans de tornar a Namíbia l'any 1989 per completar el seu internat mèdic. Més tard tornà a Alemanya per especialitzar-se en oftalmologia a la Universitat de Leipzig. Està casada i té un fill.
L'any 1995, participà en les accions de l'organització humanitària Surgical Eye Expeditions International començant un projecte a Namíbia. Durant l'agost 1997, el primer «camp de l'ull» va tenir lloc a Rundu, a la Regió de Kavango. Avui dia, s'organitzen entre quatre a cinc camps cada any a diferents llocs. Al llarg de sis anys, del 2001 al 2007, va ser vicepresidenta de la Creu Roja de Namíbia.
L'any 2009 va ser guardonada amb un premi humanitari de la Creu Roja pel seu treball en la recuperació de la vista d'aquells que havien esdevingut cecs per les cataractes. Ha fet de voluntària amb l'organització SEE Internacional des del 1995. Ha col·laborat mantenint consultes gratuïtes a clíniques oftalmològiques durant una setmana a Namíbia, generalment dues vegades a l'any. Aquestes clíniques van proporcionar tractaments quirúrgics gratuïts per a aproximadament 300 pobres, homes, dones, i nens.
Juntament amb el portuguès Jorge Sampaio, van ser els primers guanyadors del Premi Nelson Mandela de l'Organització de les Nacions Unides el 22 de juny de 2015. El guardó va ser: Per haver dedicat la seva vida al tractament de la ceguesa i de les malalties oculars al seu país i als països en desenvolupament. L'any 2018 va ser inclosa en el llistat 100 Women de la BBC.